# Tapinocyba lindrothi
Tapinocyba lindrothi är en spindelart som beskrevs av Walter Leopold Victor Hackman 1954. Tapinocyba lindrothi ingår i släktet Tapinocyba och familjen täckvävarspindlar. Inga underarter finns listade i Catalogue of Life.